# Psednos spirohira
Psednos spirohira är en fiskart som beskrevs av Chernova och Stein 2002. Psednos spirohira ingår i släktet Psednos och familjen Liparidae. Inga underarter finns listade i Catalogue of Life.